# SLR Bolewice
SLR Bolewice (Stacja Linii Radioliniowych Bolewice) – wieża RTV o wysokości 82 m zlokalizowana w Bolewicach w województwie wielkopolskim. Właścicielem jest EmiTel Sp. z o.o.

## Transmitowane programy

### Programy telewizyjne - cyfrowe
| Skład multipleksu                                                                   | Częstotliwość | Kanał | Moc promieniowana nadajnika | Polaryzacja | Kompresja wizji |
| ----------------------------------------------------------------------------------- | ------------- | ----- | --------------------------- | ----------- | --------------- |
| MUX 3 - TVP1 HD - TVP2 HD - TVP3 Poznań - TVP Historia - TVP Sport HD - TVP Info HD | 522,00 MHz    | 27    | 3 kW                        | pozioma     | MPEG-4          |

### Programy radiowe
| LP | Program              | Częstotliwość | Moc nadajnika |
| -- | -------------------- | ------------- | ------------- |
| 1  | Radio Emaus          | 90,4 MHz      | 0,5 kW        |
| 2  | Radio Merkury        | 102,4 MHz     | 3 kW          |
| 3  | Polskie Radio Dwójka | 107,7 MHz     | 10 kW         |